# Сахнівські поселення
Сахнівські поселення — стародавні поселення різних часів, залишки яких досліджено на початку 20 століття і 1949 року поблизу села Сахнівка Корсунь-Шевченківського району Черкаської області.
Знайдено поселення зарубинецької культури і три ранньослов'янські поселення 7 — 8 століття (залишки жител, численні знаряддя праці, посуд, прикраси та ін.), а також залишки укріпленого двору — князівського замка, що був зруйнований під час татарської навали, і скарб коштовностей Київської Русі.

## Сахнівський скарб
1900 року на спаленому городищі Дівочої Гори біля Сахнівки було знайдено скарб: 500 грамів золотих зливків, численні вироби із золота, елементи трьох князівських жіночих головних уборів, золоті барми (намисто, що носилося поверх одягу) з емалевими зображеннями святих. Знайдені тут же золоті монети доби візантійського імператора Мануїла I Комніна дозволили археологам датувати скарб приблизно серединою 12 століття. На початку ж 21 століття скарбв посів почесне місце в реєстрі «100 найвідоміших шедеврів України».
Найцікавішим артефактом скарбу є діадема з дев'яти пишно орнаментованих перегородчастою емаллю золотих пластин. На центральній пластині зображений македонський цар Александр ІІІ Великий. Він зображений на колісниці, запряженій грифонами.
Загалом на теренах сучасної України знайдено деталі 11 діадем, серед яких повністю збереглися золоті убори тільки двох: з Києва (скарб 1898 р.) та Сахнівки (скарб 1900 р.). При цьому Сахнівський скарб є унікальним ще й тому, що містив барми — тобто повний набір князівських регалій.